# Universidad de ciencias y tecnologías de Mbarara
La Universidad de Mbarara  es una importante universidad de Uganda
- Datos: Q514030